# Taurididae
De Taurididae zijn een familie van wormen, met één geslacht Taurida, dat ook maar één soort, Taurida fulvomaculata, omvat.